# Кириленки
Кириленки (укр. Кириленки) — исчезнувшее село,
Дмитровский сельский совет,
Горишнеплавнинский городской совет,
Полтавская область,
Украина.
Код КОАТУУ — 5310290307. Население по данным 1982 года составляло 60 человек.
15 февраля 2001 года решением Полтавского облсовета село было исключено из учётных данных .

## Географическое положение
Село Кириленки находится на правом берегу реки Рудька,
ниже по течению на расстоянии в 1,5 км расположено село Кузьменки.
К селу примыкает большой отстойник (≈3 км²).

## История
- 2001 — село ликвидировано [1].